# Syringogastridae
Famille
Les Syringogastridae sont une famille d'insectes diptères.

## Liste des genres
Selon Catalogue of Life (5 juin 2019) :
- genre Syringogaster
  - Syringogaster amazonensis
  - Syringogaster brunnea
  - Syringogaster carioca
  - Syringogaster cressoni
  - Syringogaster fulvida
  - Syringogaster lanei
  - Syringogaster lopesi
  - Syringogaster papaveroi
  - Syringogaster rufa
  - Syringogaster subnearctica